# Plaan
Plaan var en svensk adelsätt.
Ättens stamfader var kyrkoherden Jonas Magni Planander i Horn och Hycklinge. Hans hustru var Catharina Palumba som var syster till Magnus Palumbus som adlades Gripenklo och dotter till Nicolaus Palumbus. Deras son Daniel Plaan (1630-1691) började sin bana som sekreterare till hertig Adolf Johan och blev så småningom assessor i Svea hovrätt. År 1668 adlades han med bibehållet namn, och introducerades samma år på nummer 789.
Daniel Plaan fick kunglig tillåtelse att gifta sig 1666, då ännu ofrälse, med adelsdamen Gertrud Silfverström vars mor tillhörde ätten Edenberg och som enligt Jan Eurenius var Bureättling; äktenskapet inträddes dock först tre år senare. Paret fick elva barn varav sju överlevde spädbarnsåren. Äldste sonen Claës Plaan kvävdes 22 veckor gammal ihjäl av sin amma. Ätten Plaan hamnade i trångmål vid Karl XI:s reduktion, och Gertrud Silfverström tvangs som änka att be kung Karl XI att återskänka godsen, vilket skedde.
Den äldste sonen som levde till vuxen ålder, Jonas Plaan, insjuknade under Karl XI begravning i Riddarholmskyrkan och avled barnlös strax därpå. Hans ena syster var gift med Johan Bergenstierna. Deras bror Johan var löjtnant vid Upplands regemente, men stupade ogift vid slaget vid Poltava. Ätten fortlevde på svärdssidan med två bröder till dessa, Daniel och Edvard Plaan.
Daniel Plaan var kunglig sekreterare, och gift med Christina Tersmeden. Deras dotter Christina Elisabeth Plaan var först gift med Carl Göran Silfverhielm och sedan med Carl Gustaf Nisbeth. Hennes tvillingbror Carl Fredrik Plaan var kunglig hovjunkare och löjtnant, men båda hans barn avled innan vuxen ålder. Därmed slocknade Daniel Plaans ättegren.
Daniel Plaans yngre bror Edvard Plaan till Aggarön i Mälaren var ombudsman och revisionssekreterare. Hans hustru var Rebecka Ehrenberg. Dottern Ulrika gifte sig Söderhielm och till Tollfors bruk. Äldste sonen Gustaf Plaan var lagman och gift med faderns syssling Beata Jacobina Benzelstierna, dotter till ärkebiskop Jacob Benzelius. Hans bror Edvard Plaan var överste i armén, var gift och fick barn med fick inga efterkommande i generationen därefter. Gustaf och Edvard Plaans yngste bror Johan Edvardsson Plaan var major och bevistade Gävle riksdag 1792, var gift med en medlem av ätten Tersmeden och fick en dotter som gifte sig med Bernhard Gabriel von Hauswolff.
Ätten slöts på svärdssidan med Gustaf Edvardsson Plaans son Carl Gustaf Plaan, som var gift med en dotter till Christoffer Clewberg, med vilken han fick ett barn, stiftsfröken Beata, gift med kyrkoherde Erik Bäckberg.